# Torre dell'Orologio (Lendinara)
La Torre dell'Orologio, citata anche come Torre Porta, Torre di piazza, Torre comunale e Torre civica, è un edificio di origine medievale che si affaccia su Piazza Risorgimento, già Piazza Maggiore, a Lendinara, popoloso centro urbano nel Polesine e provincia di Rovigo. Si erge tra quella che era la piazza principale dell'abitato e l'attuale piazza San Marco.
La torre sorse nella prima metà del XIV secolo come porta orientale del castello, successivamente sopraelevata, dotata di un grande orologio e, sopra di esso, una cella campanaria che culmina con una merlatura ghibellina. All'interno della cella campanaria è collocata su telaio ligneo una campana, di nota fa3 calante, fusa nella seconda metà del '700 dal fonditore Petrobelli. Attualmente batte le ore e le mezze ore con un elettromartello. La torre è stata ristrutturata tra il 2008 e il 2013 grazie a un contributo della fondazione Cariparo.